# Metaspråk
Metaspråk i filosofi och språkvetenskap det språk man använder för att tala om ett annat språk. Det språk man använder metaspråk för att tala om kallas objektspråk.

## Datorspråk
Datorer styrs av program vilka består av instruktioner på ett tydligt och enkelt språk. Vid skapandet av ett programspråk använder man metaspråk.